# 山下 (新潟市)
山下（やまのした）は、かつて新潟県新潟市にあった町字。1943年（昭和18年）に住居表示が実施されたことにより消滅した。
以下の記述は消滅直前当時の旧山下に関しての記述であり、現在では名称等が異なる場合がある。なお、ここに記述されていない内容に関しては新潟市などの記事を参照。

## 概要
1889年（明治22年）から1943年（昭和18年）の大字。信濃川右岸に位置する。
もとは江戸時代から1889年（明治22年）まであった山下新田の区域の一部で、地名の由来は、加賀国山下からの移住者によって開発されたことによる。

## 歴史
1633年（寛永10年）に開発。1889年（明治22年）に松島村の大字となり、1914年（大正3年）まで山下新田と称した。

### 分立した町字
1889年（明治22年）以後に、以下の町字が分立。
山ノ下通（やまのしたどおり）
1940年（昭和15年）から1964年（昭和39年）の町字。1940年（昭和15年）4月に4丁目、10月に1丁目から4丁目となる。もとは山下、沼垂の各一部。
1943年（昭和18年）に山下の一部を編入。1964年（昭和39年）1月に山の下町、古川町、北葉町、長者町、古湊町、神明町、大山1丁目から2丁目となる。

### 町字の変遷
| 1940年 （昭和15年）以前 | 1940年 （昭和15年） | 1943年 （昭和18年） | 1964年 （昭和39年） |
| ----------------------- | ------------------- | ------------------- | ------------------- |
| 山下                    | 山ノ下通            | 山ノ下通            | 山の下町            |
| 山下                    | 末広通              |                     |                     |
| 山下                    | 古湊町              |                     |                     |
| 山下                    | 山下                | 神明町              | 神明町              |
| 山下                    | 山下                | 浜町                |                     |

### 年表
- 1889年（明治22年）4月1日 : 合併により松島村の大字となる。
- 1898年（明治31年）2月4日 : 合併により沼垂町の大字となる。
- 1914年（大正3年）4月1日 : 合併により新潟市の大字となる。
- 1940年（昭和15年） : 一部から山ノ下通4丁目、末広通1丁目から4丁目、古湊町が分立。
- 1943年（昭和18年） : 一部から山ノ下通1丁目から4丁目、神明町、浜町が分立し、字山下が消滅する。